# Amt Barnim-Nord
Das Amt Barnim-Nord war ein 1992 gebildetes Amt in Brandenburg, in dem vier Gemeinden im damaligen Kreis Eberswalde (heute Landkreis Barnim, Brandenburg) zu einem Verwaltungsverbund zusammengefasst waren. Nach dem Zusammenschluss der vier amtsangehörigen Gemeinden zur neuen (Groß-)Gemeinde Finowfurt wurde es bereits 1997 wieder aufgelöst. Die vier Gemeinden, die ehemals dem Amt Barnim-Nord angehörten, sind heute Ortsteile der 2003 gebildeten neuen Gemeinde Schorfheide.

## Geographische Lage
Das Amt Barnim-Nord lag im damaligen Kreis Eberswalde (heute Landkreis Barnim) im nördlichen Teil des Landes Brandenburg. Es grenzte im Norden an das Amt Groß Schönebeck (Schorfheide), im Osten an die amtsfreie Stadt Eberswalde, im Süden und Westen an das Amt Biesenthal-Barnim.

## Geschichte
Am 19. August 1992 erteilte der Minister des Innern des Landes Brandenburg seine Zustimmung zur Bildung des Amtes Barnim-Nord. Als Zeitpunkt des Zustandekommens des Amtes wurde der 21. August 1992 festgelegt. Das Amt hatte seinen Sitz in der Gemeinde Finowfurt und bestand aus vier Gemeinden im damaligen Kreis Eberswalde:
1. Eichhorst
2. Finowfurt
3. Lichterfelde
4. Werbellin

Zum 30. Dezember 1997 schlossen sich die Gemeinden Lichterfelde, Finowfurt, Werbellin und Eichhorst zu einer neuen (Groß-)Gemeinde Finowfurt zusammen. Zum selben Zeitpunkt wurde das Amt Barnim-Nord aufgelöst. Am 26. Oktober 2003 schlossen sich Finowfurt und Groß Schönebeck zur neuen Gemeinde Schorfheide zusammen. Seitdem sind Eichhorst, Finowfurt, Lichterfelde und Werbellin Ortsteile der Gemeinde Schorfheide.

## Belege
1. ↑  Bildung der Ämter Lieberose, Wahrenbrück, Britz-Chorin, Barnim-Nord, Falkenberg-Höhe, Wusterwitz und Heideblick. Bekanntmachung des Ministers des Innern vom 19. August 1992. Amtsblatt für Brandenburg - Gemeinsames Ministerialblatt für das Land Brandenburg, 3. Jahrgang, Nummer 69, 16. September 1992, S. 1278–80.
2. ↑  Neubildung der Gemeinde Finowfurt. Bekanntmachung des Ministers des Innern vom 24. Oktober 1997. Amtsblatt für Brandenburg Gemeinsames Ministerialblatt für das Land Brandenburg, 8. Jahrgang, Nummer 46, 19. November 1997, S. 942.
3. ↑  Auflösung des Amtes Finowfurt. Bekanntmachung des Ministers des Innern vom 26. August 1997. Amtsblatt für Brandenburg Gemeinsames Ministerialblatt für das Land Brandenburg, 8. Jahrgang, Nummer 50, 16. Dezember 1997, S. 998.
4. ↑  Bildung der neuen Gemeinde Schorfheide. Bekanntmachung des Ministeriums des Innern vom 16. August 2002. Amtsblatt für Brandenburg Gemeinsames Ministerialblatt für das Land Brandenburg, 13. Jahrgang, 2002, Nummer 38, Potsdam, den 11. September 2002, S. 837 PDF
5. ↑  Hauptsatzung der Gemeinde Schorfheide vom 29. Oktober 2008 PDF (Seite nicht mehr abrufbar, festgestellt im Juni 2023. Suche in Webarchiven)